# 巴尔先塞
巴尔先塞，是西班牙卡斯蒂利亚-拉曼恰托莱多省的一个市镇。总面积19平方公里，总人口108人（2001年），人口密度6人/平方公里。